# 卡萝拉·尼奇克
卡萝拉·尼奇克（德語：Carola Nitschke，1962年3月1日—），德国女子游泳运动员。她曾代表东德参加1976年夏季奥林匹克运动会游泳比赛，获得女子100米蛙泳第四名和女子200米蛙泳第六名。